# Oudong

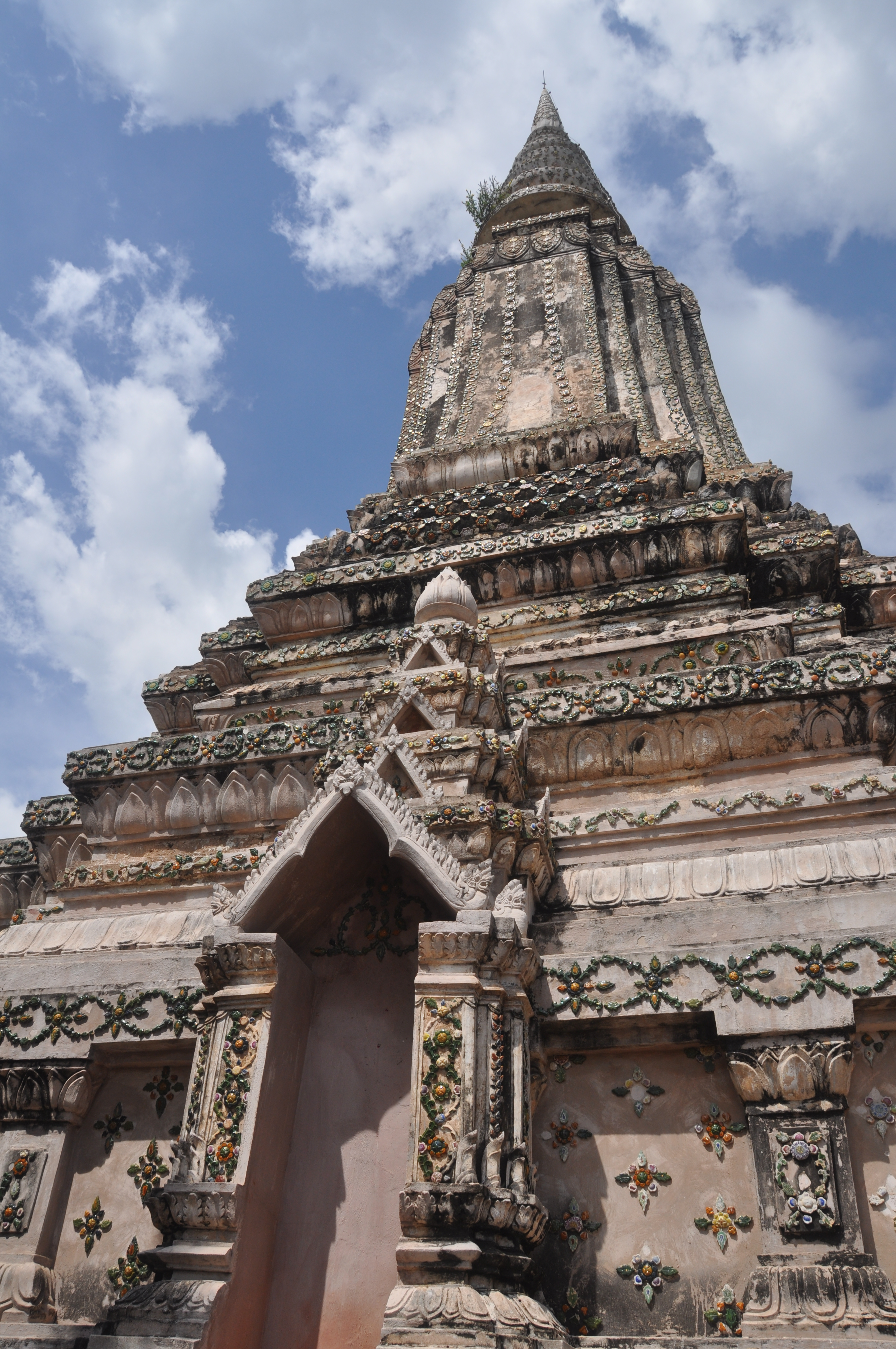
Stūpa du roi Ang Duong.

Le site d'Oudong (du sanskrit उत्तुङ्ग uttuṅga : « suprême ») est situé à une quarantaine de kilomètres au nord de Phnom Penh, sur la rive occidentale du Tonle Sap. Ancienne capitale du Cambodge au XVIIe siècle puis de 1740 à 1746, Oudong est une des nécropoles monumentales de la royauté.

## Histoire
Ancienne capitale du royaume, Oudong a été fondée par le roi Soryopor (Barom Reachea IV) en 1601, après l'abandon de Lovek (Longvek). Elle est construite sur une colline à 40 km au nord de Phnom Penh. Le roi Ang Duong (1841-1850), grand bâtisseur, a réalisé des canaux, des terrasses, des ponts et a érigé une centaine de pagodes dans cette région, dont le nombre devait surprendre et émerveiller autrefois les visiteurs.
En 1863, est signé à Oudong, entre Norodom et l'amiral de La Grandière, le traité assurant la protection de la France au royaume face au Siam et à l'Annam.
Oudong a été abandonnée par le roi Norodom en 1866 emmenant sa cour royale avec lui dans la capitale actuelle, Phnom Penh.
Le 18 mars 1974, les Khmers rouges prennent la ville qui est rasée, et déportent ses 20 000 habitants.
Bien qu'il ne reste aujourd'hui que peu de vestiges, Oudong est encore fréquentée par les Khmers qui viennent rendre hommage à leurs anciens rois en se recueillant devant leurs stupas (monument funéraire bouddhique de forme conique).
À côté de stupas datant de 1623 et de 1891, il ne reste en haut des deux collines que les vestiges d'un grand bouddha très abîmé par les bombardements (en cours de restauration).

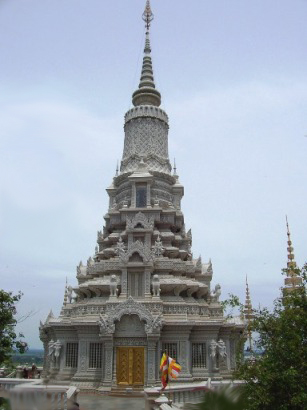
Stupa construit en 2002.

Un dernier stupa, tout en béton, a été construit par le roi Norodom Sihanouk et inauguré en 2002 pour servir de tombeau à ses parents et grands-parents. Il contient également des reliques de Bouddha.
Le site a été proposé en 1992 pour inscription au patrimoine mondial et figure sur la « liste indicative » de l’UNESCO dans la catégorie patrimoine culturel.